# Natterers mierklauwier
De Natterers mierklauwier (Thamnophilus stictocephalus) is een zangvogel uit de familie Thamnophilidae (miervogels). De Nederlandse (en Engelse) naam verwijst naar de ontdekker van deze vogel, de Oostenrijkse ornitholoog Johann Natterer (1787-1843).

## Verspreiding en leefgebied
Deze soort komt voor in het Amazonegebied en telt twee ondersoorten:
- T. s. stictocephalus: centraal Brazilië en noordelijk Bolivia.
- T. s. parkeri: noordoostelijk Bolivia.

## Status
De grootte van de populatie is niet gekwantificeerd maar de soort wordt omschreven als vrij algemeen in tenminste delen van het verspreidingsgebied. Op de Rode lijst van de IUCN heeft deze soort de status niet bedreigd.